# Chavo Guerrero, Jr.
Salvador "Chavo" Guerrero IV (El Paso, 20 de outubro de 1970), também conhecido como Chavo Guerrero e Chavo Guerrero, Jr., é um lutador de wrestling profissional mexicano-americano da terceira geração da família Guerrero, que é conhecido por seu trabalho na World Wrestling Entertainment, World Championship Wrestling e Total Nonstop Action Wrestling. Chavo foi Campeão Mundial de Duplas da TNA duas vezes com Hernandez, também tendo sido uma vez campeão mundial, tendo ganho o ECW Championship em 2008, além de ter vencido seis vezes o Cruiserweight Championship, duas vezes o WWE Tag Team Championship com seu tio Eddie Guerrero e uma vez o WCW World Tag Team Championship com Corporal Cajun.
Ele é neto de Gory Guerrero; filho Chavo Guerrero, Sr.; sobrinho de Eddie Guerrero, Hector Guerrero, Mando Guerrero e Enrique Llanes; e primo de Javier Llanes e Hector Mejia. Seu avô, Gory Guerrero, foi um dos mais famosos lutadores do México. Seu pai, Chavo Guerrero, Sr., também foi um legendário lutador no México, tendo trabalhado também na WWE como lutador e manager. Um de seus tios, Eddie Guerrero, foi uma das maiores estrelas da WWE, lutando no programa SmackDown!, assim como Chavo Sr. (também conhecido como Chavo Classic). Chavo Jr. tem dois outros tios (Mando e Hector) que têm carreiras de sucesso no wrestling profissional.

## Carreira
Quando Chavo decidiu entrar no mundo de wrestling, tinha talento não só para entrar na WWE, mas para ter grande sucesso. Crescendo em redor de várias lendas da família Guerrero, foi preparado para o rigor dos combates. Com a sua velocidade e agilidade fizeram de Chavo um dos lutadores de top de pesos-médios.
Como membro da Tag Team - "Los Guerreros" - com o seu tio, Eddie, Chavo depois continuou singularmente depois de se virar contra o seu tio. Será que terá sucesso singularmente? Certamente teve um bom começo quando vence Rey Mysterio no "No Way Out" 2004 para o título de Campeão de pesos-médios.Também foi o maior arqui-inimigo do Gah_cam7 em todos edições do wwe Ironicamente também foi um grande noite para Eddie, na medida em que ganhou o título de Campeão da WWE no mesmo torneio.
Com o apoio do seu pai, Chavo Guerrero Sr., desenvolveu a suas as suas capacidades que o ajudaram a chegar ao top. Esta atitude e o nome "Guerrero" continuaram por muito tempo na WWE. Seu golpe principal é o Gory Bomb.
Em 2005, seu tio Eddie faleceu.
Ele foi campeão da ECW ganhando de CM Punk no dia 22 de janeiro de 2008 e perdendo para Kane na WrestleMania 24.

### 2009 - Smackdown
No começo de 2009, Guerrero foi movido para a SmackDown, onde passou a ser guarda-costas de Vickie Guerrero. Porém, no WWE Draft foi transferido para o RAW onde começou a atuar como jobber (um lutador que sempre perde as lutas). Atualmente Chavo aparece nos programas Friday Night SmackDown e WWE Superstars se apresentando como um jobber.

### 2011 - Pro no NXT 5, demissão e Ring Ka King
Na quinta edição do WWE NXT, Chavo Guerrero foi apresentado como o Pro de Darren Young. Quando seu contrato com a WWE acabou Chavo foi para o Ring Ka King, um campo de treinamento da
Total Nonstop Action Wrestling, onde ele e David Hart Smith foram coroados campeões de duplas

### Total Nonstop Action Wrestling
Em 2012, Chavo Guerrero assinou com a Total Nonstop Action. Estreou no dia 2 de agosto, derrotando Kid Kash. No Hardcore Justice, ele se uniu a Hernandez para derrotar Kid Kash e Gunner.
No episódio de 6 de setembro de 2012 do Impact Wrestling, ele e Hernandez tiveram uma chance pelo TNA World Tag Team Championship, mais foram derrotados pelos campeões Christopher Daniels e Kazarian.

## Vida pessoal
Chavo é casado e tem dois filhos. Sua mulher se chama Susan e eles estão casados desde 1998.

## No wrestling
- Movimentos de finalização
  - Como Chavo Guerrero
    - Frog splash[2] – adotado e usado como tributo a Eddie Guerrero - 2005–presente
    - Gory bomb - inovado - 1995–presente
    - Tornado DDT - 1997-1998 - WCW

  - Como Kerwin White
    - Brainbuster
    - White Out (Roll-through into a single leg boston crab)
- Movimentos secundários
  - Back body drop
  - Death Valley driver – WCW
  - Diving crossbody
  - European uppercut[10]
  - Frankensteiner
  - Gory special – adotado de Gory Guerrero
  - Loco Lock (Cross-legged Inverted STF)[3] – WCW
  - Missile dropkick[3]
  - Monkey flip a um oponente no córner
  - Diversas variações de suplex
    - German
    - Northern lights[3]
    - Saito
    - Sitout slam
    - Three Amigos[11] (Triple rolling verticals) – adotado como tributo a Eddie Guerrero

  - Plancha[3]
  - Running hip attack a um oponente no corner
  - Rolling wheel kick[12]
  - Roll-through into a single leg Boston crab
  - Sitout inverted suplex slam
  - Sitout side powerslam[3]
  - Spinning tilt-a-whirl headscissors takedown[3]
  - Tilt-a-whirl backbreaker[13]
- Managers
  - Major Gunns
  - Chavo Classic
  - Edge
  - Eddie Guerrero
  - Nick Nemeth
  - Vickie Guerrero
  - Bam Neely
- Lutadores de quem foi manager
  - Jack Swagger (como Swagger Soaring Eagle)
- Temas de entrada
  - World Wrestling Federation / World Wrestling Entertainment / WWE
    - "We Lie, We Cheat, We Steal" por Jim Johnston (20 de março de 2003 – 8 de janeiro de 2004; enquanto parceiro de Eddie Guerrero)
    - "Chavito Ardiente" por Jim Johnston (maio de 2004 – 30 de junho de 2005, novembro de 2005 - junho de 2011)
    - "Never Thought My Life Could Be This Good" por Jim Johnston (2005)

  - TNA Wrestling
    - "Te Kill Ya" por Dale Oliver (2012–2013)

## Títulos e prêmios
- Pro Wrestling Illustrated
  - PWI o colocou na #17ª posição dos 500 melhores lutadores individuais em 2004[14]
- Ring Ka King
  - Ring Ka King Tag Team Championship (1 vez) – com Bulldog Hart[15]
- Total Nonstop Action Wrestling
  - TNA World Tag Team Championship (2 vezes) - com Hernandez
- Vendetta Pro Wrestling
  - Vendetta Pro Heavyweight Championship (1 vez)[16]
- World Championship Wrestling
  - WCW Cruiserweight Championship (2 vezes)[17]
  - WCW World Tag Team Championship (1 vez)[18] – com Corporal Cajun
- World Wrestling Council
  - WWC Caribbean Heavyweight Championship (1 vez; atual)[19]
- World Wrestling Entertainment
  - ECW Championship (1 vez)[8]
  - WWE Tag Team Championship (2 vezes)[20] – com Eddie Guerrero
  - WWE Cruiserweight Championship (4 vezes)[17]
- Wrestling Observer Newsletter
  - Dupla do Ano (2002) com Eddie Guerrero
  - Pior Rivalidade do Ano (2009) vs. Hornswoggle

### Luchas de Apuestas
| Aposta | Vencedor       | Perdedor            | Local                 | Data                |
| ------ | -------------- | ------------------- | --------------------- | ------------------- |
| Cabelo | Eddie Guerrero | Chavo Guerrero, Jr. | San Diego, Califórnia | 12 de julho de 1998 |